# Erik Hornung
Erik Hornung (Riga, Letònia, 1933) és un egiptòleg suís.

## Biografia
Va emigrar a Alemanya el 1939 després de la invasió soviètica del seu país. Entre 1952 i 1956 estudia Filologia Germànica a Tübingen i Göttingen. Més tard, s'especialitza en egiptologia amb una tesi sobre la nit i les tenebres en la cosmovisió egípcia. Entre 1958 i 1960 treballa com a investigador a l'Institut Arqueològic Alemany del Caire. De tornada a Alemanya, a partir de 1963 desenvolupa la seva tasca docent, primer a la Universitat de Münster i després al Seminari egiptològic de la Universitat de Basilea, on és professor entre 1967 i 1998, i professor emèrit des de llavors. Després de la unificació d'Alemanya és nomenat director de la prestigiosa revista Zeitschrift für Ägyptische Sprache und Altertumskunde, la més antiga d'aquesta disciplina, fundada el 1863. És membre de l'Institut Arqueològic Alemany.
Com a investigador, s'ha ocupat especialment dels textos funeraris de l'Imperi Nou, i ha transcrit els existents en les tombes KV1 (Ramsès VII), KV2 (Ramsès IV), i KV17 (Seti I). l'egiptòleg Jan Assmann ha comparat la tasca de Hornung com a investigador i divulgador de la cosmologia esotèrica egípcia, recollida en obres com el Llibre de l'Amduat, amb la de Gershom Scholem en el camp de la Càbala.

## Obra
- Der Eine und die Vielen: altägyptische Götterwelt. 6., vollst. überarb. u. erw. Aufl., Primus, Darmstadt 2005.
- Einführung in die Ägyptologie: Stand – Methoden – Aufgaben. 5., unveränd. Aufl., Wiss. Buchgesell., Darmstadt 2004.
- Echnaton: die Religion des Lichtes. Patmos, Düsseldorf 2003, ISBN 3-491-69076-5.
- Geist der Pharaonenzeit. Artemis & Winkler, Düsseldorf/Zürich 1999, ISBN 3-7608-1215-5.
- Grundzüge der ägyptischen Geschichte. Wissenschaftliche Buchgesellschaft, Darmstadt 2005, ISBN 3-534-18779-2.
- Tal der Könige, Artemis & Winkler, Düsseldorf/Zürich 1999, ISBN 3-7608-0519-1.
- Das Tal der Könige. C. H. Beck, München 2002, ISBN 3-406-47995-2.
- Die Unterweltsbücher der Ägypter. Artemis & Winkler, Düsseldorf/Zürich 1992, ISBN 3-86047-236-4.
- Altägyptische Jenseitsbücher: ein einführender Überblick. Primus-Verlag, Darmstadt 1997, ISBN 3-89678-043-3
- Das Totenbuch der Ägypter, eingel., übers. und erl. von Erik Hornung. Düsseldorf; Zürich : Artemis & Winkler, 1997 (Unveränd. fotomechanischer Nachdr. der Ausg. 1979) ISBN 3-7608-1037-3
- Das Grab des Haremhab im Tal der Könige (unter Mitarbeit von F. Teichmann), Bern 1971
- The Tomb of Pharaoh Seti I (Das Grab Sethos I.), Zürich, Artemis 1991, ISBN 3-7608-1047-0
- Der ägyptische Mythos von der Himmelskuh. Eine Ätiologie des Unvollkommenen (Orbis Biblicus et Orientalis Band 46), 1982
- Das Amduat: die Schrift des verborgenen Raumes / hrsg. nach Texten aus den Gräbern des Neuen Reiches, Harrassowitz, Wiesbaden 1963-1967
- Die Nachtfahrt der Sonne, Artemis & Winkler, Düsseldorf/Zürich Neuauflage 1998, ISBN 3-7608-1200-7